# Мохаммад Бехешті-Монфаред
Мохаммад Бехешті-Монфаред — іранський дипломат. Надзвичайний і Повноважний посол Ісламської Республіки Іран в Україні та в Молдові за сумісництвом.

## Біографія
Обіймав посаду посла Ірану в Ефіопії та Бангладеші. Крім того, очолював ряд великих іранських організацій з міжнародних відносин.
У 2014—2018 рр. — Надзвичайний і Повноважний посол Ісламської Республіки Іран в Києві.
8 жовтня 2014 року вручив копії вірчих грамот заступнику міністра закордонних справ України Сергію Кислиці.
1 грудня 2014 року вручив вірчі грамоти Президенту України Петру Порошенку.
У 2014—2018 рр. — Надзвичайний і Повноважний посол Ісламської Республіки Іран в Молдові за сумісництвом.
5 листопада 2014 року вручив вірчі грамоти Й. В. панові Ніколає Тімофті, Президенту Республіки Молдова.